# Rukopisy z Nag Hammádí

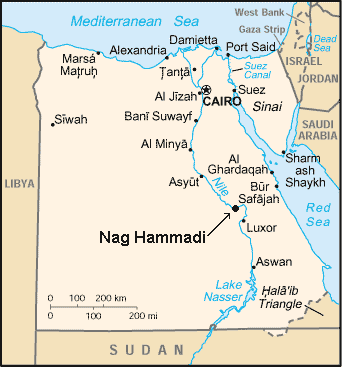
Poloha Nag Hammádí v rámci Egypta

Rukopisy z Nag Hammádí či také Knihovna z Nag Hammádí nebo Texty z Chenoboskia je soubor starověkých gnostických textů, pocházející pravděpodobně z 3. a 4. století po Kr., objevený u hornoegyptského města Nag Hammádí v roce 1945 Muhammadem Ali Sammanem. Jedná se o celkem 13 koptských papyrových kodexů, které byly uloženy v hliněné nádobě. Část textů byla vzápětí nenávratně ztracena, když některé listy byly použity na zátop. Nicméně valná většina textů se díky knězi jménem Al-Qummus Basiliyus Abd el Masih nakonec přece jen dostala do rukou vědců. Třináct papyrových kodexů obsahuje převážně spisy s gnostickým učením. Toto učení bylo do té doby známo výhradně ze spisů jeho odpůrců, především církevních otců, kteří proti gnozi neúprosně bojovali. Kodexy z Nag Hammádí jsou prvním materiálem svědčícím o tomto učení přímo a mají tak pro studium gnoze nesmírný význam.
Několik spisů se zde nachází vícekrát, a to hned v několika verzích. Charakter těchto spisů je různý – některé jsou velmi staré a mohou uchovávat staré tradice nezávislé na kanonických evangeliích (např. Tomášovo evangelium), jiné naopak se snaží o reinterpretaci kanonických textů či o nový, alternativní pohled na Ježíše jako gnostického spasitele. Podle literárního druhu se tyto spisy dělí na evangelia, skutky, (tajné) rozhovory apod.
Autory a opisovači těchto textů jsou gnostici pravděpodobně pocházející z blízkého kláštera sv. Pachomia, kteří je ukryli před jejich ničením zastánci biblické víry.

## Kompletní seznam kodexů
Tabulka obsahuje kromě základního řazení i zkratky používané v textu a krátkou charakteristiku traktátů.
| # # | Kodex        | # | Název rukopisu                           | Strany           | Zkratka     | Poznámky |
| --- | ------------ | - | ---------------------------------------- | ---------------- | ----------- | --- |
| 01  | NHC-I (Jung) | 1 | Modlitba apoštola Pavla                  | (2)              | ModPa       | text na předsádce |
| 02  | NHC-I (Jung) | 2 | Tajná kniha Jakubova                     | 1 - 16           | TJkK        | |
| 03  | NHC-I (Jung) | 3 | Evangelium pravdy                        | 16 - 43          | EvPrav      | traktát n. kázání bez názvu, pojmenovaný podle prvních slov |
| 04  | NHC-I (Jung) | 4 | Slovo o zmrtvýchvstání                   | 43 - 50          | TrVzk       | někdy nazývaný i podle adresáta List Rheginovi |
| 05  | NHC-I (Jung) | 5 | Trojdílný traktát                        | 51 - 140         | TrojTr      | bezejmenný spis nazývaný i Traktát o třech přirozenostech, tj. o přirozenosti nadsmyslového světa, stvoření a člověka                                                                                    |
| 06  | NHC-II       | 1 | Tajná kniha Janova                       | 1 - 32           | TJK         | delší verze, jedna ze čtyř známých a jedna ze tří v souboru |
| 07  | NHC-II       | 2 | Tomášovo evangelium                      | 32 - 51          | TmEv        | sbírka Ježíšových výroků, která mylně nese název "evangelium" |
| 08  | NHC-II       | 3 | Filipovo evangelium                      | 51 - 86          | FpEv        | naučná, případně výchovná sbírka sentencí s nevhodným názvem "evangelium" |
| 09  | NHC-II       | 4 | Podstata archontů                        | 86 - 97          | PodArch     | zjevený spis o stvoření lidí a světa; navazuje na následující |
| 10  | NHC-II       | 5 | O původu světa                           | 97 - 127         | PovSv       | bezejmenný traktát |
| 11  | NHC-II       | 6 | Výklad o duši                            | 127 - 137        | VDu         | trakrát o pádu a opětovném vzestupu lidské duše |
| 12  | NHC-II       | 7 | Kniha Tomášova                           | 138 - 145        | TmK         | zjevený dialog mezi Ježíšem a sv. Tomášem o odmítání světa a jeho konci |
| 13  | NHC-III      | 1 | Tajná kniha Janova                       | 1 - 40           | TJK         | kratší verze spisu |
| 14  | NHC-III      | 2 | Evangelium Egypťanů                      | 40 - 69          | EvEg-NHC    | spis, známý také jako Svatá kniha velkého neviditelného Ducha, vypráví o osudech stoupenců gnosticismu v historii světa                                                                                  |
| 15  | NHC-III      | 3 | Požehnaný Eugnóstos                      | 70 - 90          | Eug         | text se váže na následující spis |
| 16  | NHC-III      | 4 | Moudrost Ježíše Krista                   | 90 - 119         | MdrJKr      | známý zjevený spis |
| 17  | NHC-III      | 5 | Rozhovor se Spasitelem                   | 120 - 149        | RoSp        | zjevený rozhovor mezi učedníky a Ježíšem |
| 18  | NHC-IV       | 1 | Tajná kniha Janova                       | 1 - 49           | TJK         | delší verze spisu |
| 19  | NHC-IV       | 2 | Evangelium Egypťanů                      | 50 - 81          | EvEg-NHC    | druhá verze spisu |
| 20  | NHC-V        | 1 | Požehnaný Eugnóstos                      | 1 - 17           | Eug         | více poškozená druhá verze spisu |
| 21  | NHC-V        | 2 | Zjevení Pavlovo                          | 17 - 24          | PaZj-NHC    | vyprávění o transu a nanebevzetí sv. Pavla |
| 22  | NHC-V        | 3 | První zjevení Jakubovo                   | 24 - 44          | 1JkZj       | zjeveno dialogy sv. Jakuba s Ježíšem |
| 23  | NHC-V        | 4 | Druhé zjevení Jakubovo                   | 44 - 63          | 2JkZj       | vyprávění o umučení sv. Jakuba, do kterého jsou vloženy hymny a výroky |
| 24  | NHC-V        | 5 | Zjevení Adamovo                          | 63 - 85          | AdZj        | Adamovo vyprávění adresované synovi Setovi; obsahuje gnostické dějiny světa |
| 25  | NHC-VI       | 1 | Skutky Petra a dvanácti apoštolů         | 1 - 12           | SkPtAp      | apokryfní skutky apoštolů bez gnostických prvků |
| 26  | NHC-VI       | 2 | Hrom: Dokonalá mysl                      | 13 - 21          | Hrom        | zjevená řeč androgynní bytosti Sofie (Moudrost) |
| 27  | NHC-VI       | 3 | Authentikos Logos                        | 23 - 35          | AutLog      | kázání o osudu lidské duše |
| 28  | NHC-VI       | 4 | Myšlenka naší velké síly                 | 36 - 48          | MVelM       | traktát známý také jako Porozumění naší velké moci; gnostická apokalypsa |
| 29  | NHC-VI       | 5 | Platónova Ústava 588a-589b               | 48 - 51          | Plat-NHC    | bezejmenný text o nespravedlnosti, který byl později identifikován jako špatný překlad části Platónovy Ústavy (588a-589b)                                                                                |
| 30  | NHC-VI       | 6 | Výklad o osmém a devátém nebi            | 52 - 63          | OsmDev      | hermetický traktát ve formě dialogu otce Herma a syna Tata o nebeském světě |
| 31  | NHC-VI       | 7 | Hermetická modlitba z traktátu Asklépios | 63 - 65          | ModAskl-NHC | část známého hermetického traktátu |
| 32  | NHC-VI       | 8 | Asklépios                                | 65 - 78          | Askl-NHC    | bezejmenný text, který byl identifikován jako známý hermetický spis |
| 33  | NHC-VII      | 1 | Sémova parafráze                         | 1 - 49           | SemPar      | spis obsahující vysvětlení biblických dějin s gnostickou kosmologií a dějinami spásy |
| 34  | NHC-VII      | 2 | Druhý traktát velkého Séta               | 49 - 70          | 2TrVSet     | poučný traktát o průběhu spasení vyprávěn Kristem, který zde vystupuje jako Sétovo vtělení |
| 35  | NHC-VII      | 3 | Petrovo zjevení                          | 70 - 84          | PtZj-NHC    | Petrova apokalypsa, která vypráví o Petrovi jako o příjemci zvláštního zjevení od Ježíše, ještě před jeho zajetím a údajnou smrtí                                                                        |
| 36  | NHC-VII      | 4 | Silvánovy nauky                          | 84 - 118         | Silv        | gnostický sapienciální spis, který se vyznačuje silným pesimismem ve vztahu k světu a jeho odmítáním |
| 37  | NHC-VII      | 5 | Tři Sétovy stély                         | 118 - 127        | SetStel     | hymnus ve třech částech; předpokládá se, že je to Dositeova zpráva |
| 38  | NHC-VIII     | 1 | Zóstrianos                               | 1 - 132          | Zostr       | známý také jako Nauka Zostrianovy pravdy, boha pravdy nebo Zostrianovy nauky, je zjevený naučný traktát, který je odvozen z Zoroastrova nanebevstoupení, považovaného v době vzniku za učitele moudrosti |
| 39  | NHC-VIII     | 2 | Petrův list Filipovi                     | 132 - 140        | PtFp        | apokryfní zpráva o naučném dialogu mezi apoštoly a Kristem, a o tom, co před a po jeho ukřižování |
| 40  | NHC-IX       | 1 | Melchísedek                              | 1 - 27           | Melch       | bezejmenný zjevený gnostický spis o příběhu Ježíše a velekněze Melchísedeka |
| 41  | NHC-IX       | 2 | Myšlenka Nórey                           | 27 - 29          | Nor         | bezejmenný text |
| 42  | NHC-IX       | 3 | Svědectví pravdy                         | 29 - 74          | SvPrav      | bezejmenné polemické kázání proti naukám oficiální křesťanské církve a jiných gnostických skupin |
| 43  | NHC-X        | 1 | Marsanés                                 | 1 - 68           | Mars        | dost poškozený spis, který je apokalypsou hlavně o spekulacích o vztahu písmen k částem duše a andělem                                                                                                   |
| 44  | NHC-XI       | 1 | Výklad poznání                           | 1 - 21           | VPoz        | naučný spis o významu a pravidlech gnostického společenství |
| 45  | NHC-XI       | 2 | Valentinovský výklad                     | 22 - 40          | ValV        | bezejmenný gnostický spis, ve kterém po výkladu o pleromatu následuje liturgický text o pomazaní, křtu a eucharistii                                                                                     |
| 46  | NHC-XI       | 3 | Allogenés                                | 40 - 44          | Alog        | Joelovo zjevení předané synovi Mesosovi |
| 47  | NHC-XI       | 4 | Hypsifroné                               | 45 - 69          | Hyp         | zlomky zjeveného textu |
| 48  | NHC-XII      | 1 | Sextovy výroky                           | 15 - 16, 27 - 34 | Sext        | pohanská sbírka výroků, zdomácnělá mezi křesťany ve 2. století |
| 49  | NHC-XII      | 2 | Evangelium pravdy                        |                  | EvPrav      | zlomek jedné verze |
| 50  | NHC-XII      | 3 | (různé fragmenty)                        |                  |             | celý svazek obsahuje deset stran s patnácti zlomky různých textů; dva z nich jsou rozeznatelné |
| 51  | NHC-XIII     | 1 | Trojtvará Protennoia                     | 35 - 50          | Proten      | zjevená řeč ve třech částech o emanaci prvotního boha, který má jméno Protennoia nebo Barbella, a který se objevuje jako Otec, Matka a Syn                                                               |
| 52  | NHC-XIII     | 2 | O původu světa                           |                  | PovSv       | deset počátečních řádků spisu |
|     | NHC-XIII     |   | (různé fragmenty)                        |                  |             | svazek obsahuje pouze šestnáct stran textu a několik zlomků; rozeznatelné jsou jen dvě z nich |